# Guacamole (album)
Guacamole è il decimo album in studio del cantante e rapper italiano Brusco pubblicato il 9 giugno 2017 su Goodfellas.

## Il disco
Guacamole esce a quattro anni di distanza dal precedente album in studio Tutto apposto. Brusco ha curato la produzione del disco con l'aiuto di Emiliano Rubbi e Ulisse Minati,quest'ultimo è anche arrangiatore di tutti i brani. L'album è stato registrato a Roma presso gli studi La Zona e Walla Walla Music Factory. Su Guacamole figurano diversi musicisti come ospiti: Andrea Ra, Alessandro Inolti, Julia Lenti, oltre al già citato Ulisse Minati.

## Tracce
1. Siamo sempre di più
2. Paga tu
3. I conti della serva
4. Una bella giornata come oggi
5. O' Carnaval
6. La grande bellezza
7. La dancehall di Hattori Hanzo
8. Omo de panza
9. Piano piano
10. La gente mi parla
11. Paraculo
12. Al primo piano, scala b interno 3